# ウィルミントン暴動
1898年のウィルミントン暴動（英: Wilmington Insurrection of 1898またはウィルミントン人種暴動）は、ノースカロライナ州ウィルミントンで起こった、ウィルミントン市政府が転覆したクーデター事件である。このクーデターは1898年11月10日の暴動から始まった。当初は白人による人種暴動であるとされていたが、現在ではむしろ白人グループによるクーデターだと言われている。白人至上主義者が、荷車の上に搭載したガトリング砲をはじめとする多くの武器を使い、選挙で選ばれた市政府から不法に権力を奪取した。白人至上主義者らは自分達の行動を写真に収めてもいた。
この事件はリコンストラクション後の、ノースカロライナ州政治の転回点になったと考えられている。また、アメリカ合衆国で市政府が転覆した唯一の事例となっている。州知事ダニエル・リンゼー・ラッセルとアメリカ合衆国大統領ウィリアム・マッキンリーはこの事件に関する情報を十分に得ていたが、何の反応もしなかった。

## 背景と経緯
ウィルミントンは当時州内最大の都市であり、黒人が人口の過半数を占めていた。その黒人の中には、多数の専門家や社会的に重要な地位を占める者も含まれていた。共和党は奴隷制を否定するなど黒人寄りの政策を敷いており、逆に民主党は白人中心の政策を敷いていた。その中で1894年と1896年の選挙では、ノースカロライナ人民党が州政府の支配権を握るために共和党と融合し、共和党のダニエル・リンゼー・ラッセル知事が勝利した。彼等は融合主義者と呼ばれた。
しかし融合主義者の政策に不満を持ったヒュー・マクリーを含む9人の白人至上主義者らは、ダニエル・リンゼー・ラッセルに選挙で敗れていた白人至上主義者である民主党のアルフレッド・ムーア・ワッデルらに働きかけ、黒人排除の動きを始めた。

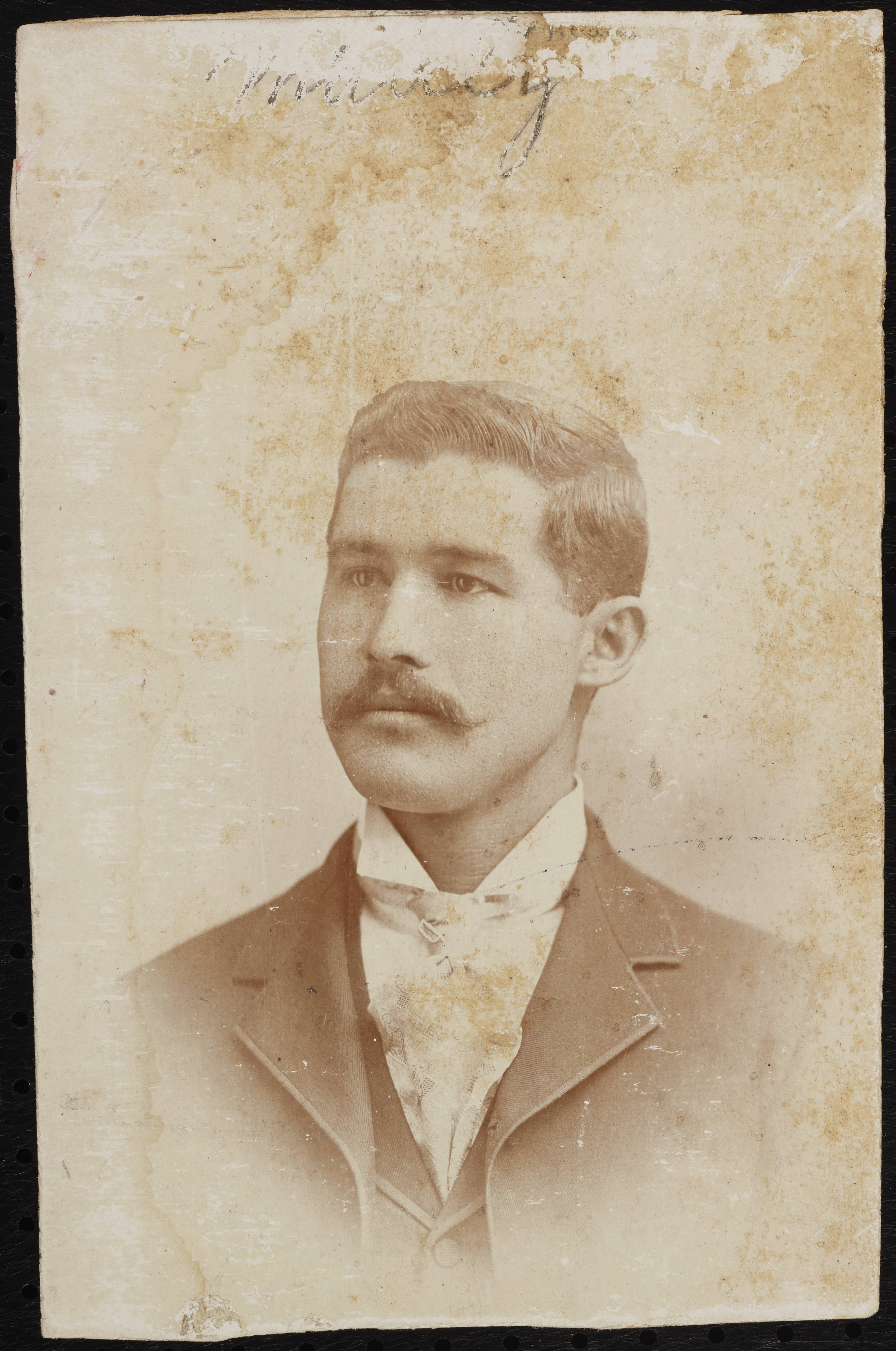
アレクサンダー・マンリー

白人至上主義者らは1898年の選挙に勝利するために、黒人を含む有権者に対して様々な圧力を加えた。その一つが、黒人が所有する唯一の新聞であるウィルミントンの「デイリー・レコード」紙とその編集者アレクサンダー・マンリーを利用したものである。民主党を支持するローリーの「ニューズ・アンド・オブザーバー」紙の編集者ジョセファス・ダニエルズは、ウィルミントンを「黒人支配」の象徴として使っていた。多くの新聞はアフリカ系アメリカ人が白人女性を強姦していることを示唆する絵や記事を掲載してもいた。これに対しマンリーは、彼等黒人全てが合意の上の関係を持っていると主張してこの告発に異議を出し、「白人男性はあらゆる人種の男性からちょっかいを出されることから白人女性をもっと守るべきだ」と示唆した。しかしながらこの異議には、白人至上主義ではない白人の多くも抵抗感を持った。白人至上主義者はこの抵抗感を利用し、黒人社会に対する不安を煽った。

## 1898年の選挙と暴動
1898年11月8日の選挙では、黒人や共和党員の多くが投票を避けたこともあり、民主党が州の支配を取り戻した。ワッデルらが率いる25人委員会は、アフリカ系アメリカ人社会の政治家と指導者の集団である有色市民委員会に対し、マンリーの「問題」に対して1898年11月10日朝7時半までに報告書を提出するよう指示した。しかし期日までに報告書が提出されなかったため、ワッデルは白人実業家と元南軍兵士の一団をウィルミントンの軽歩兵武器庫に集めた。この集団は民主党を再建する計画を立てている白人至上主義者だった。午前8時までにワッデルが彼等を「デイリー・レコード」社に誘導し、全てを破壊し建物を燃やし尽くした。
民主党を中心とする白人がウィルミントンの支配を取り戻す動きの中で、民主党にとっての次の目標は、州内で唯一の黒人が所有する新聞であるウィルミントンの「デイリー・レコード」紙の編集者アレクサンダー・マンリーを市内から追放し、発行を停めさせることだった。
この時までにマンリーやその他多くの黒人がウィルミントン中心部から逃げ出し、安全地帯に避難するか隠れていた。一日が終わるまで、ウィルミントン中で暴動や発砲が続き、黒人居住地にいた黒人も襲撃され続けた。死者の推計値は60人から300人まで幅があった。病院、教会および検察医事務所の記録が不完全だったために、正確な数字はほとんど分かっていないままである。
ワッデルと暴徒は続いて共和党の市長サイラス・P・ライトや他の市政府の役人（黒人も白人も）を辞任させた（1899年まで再選挙に出られなかった）。新しい市政委員会が選出され、ワッデルがその日の午後4時までに市長として市政を掌握した。
この権力強奪に続き、民主党はノースカロライナ州の中では初めて、人種差別的内容を含む法案であるジム・クロウ法を成立させた。民主党はノースカロライナ州でアフリカ系アメリカ人に対する戒厳令を布き、少なくとも50年間は州境を越えて適用させることになる制度を固めた。南北戦争の後で黒人が確保していた権利の多くは法典から消えた。アフリカ系アメリカ人がその公民権を取り戻すのは数世代後のアフリカ系アメリカ人公民権運動を待つことになった。また2000名以上の黒人が事業と財産を放棄してウィルミントンを去り、市民の過半数は白人になった。
なお、このきっかけを作ったヒュー・マクリーはウィルミントン郊外のニューハノーバー郡に公園用の土地を寄付した。同公園は「ロングリーフ公園」と改称される2020年までマクリーの名前を冠していた。公園にあるマクリーの栄誉を称える銘板には1898年暴動でのその役割について言及が無い。

## 1900年の選挙
1900年、第二次「白人至上主義」政治運動が民主党の支配を固め、チャールズ・エイコックを知事に選出した。この時もまた「黒人支配」を示唆する絵を使うことで、多くの白人（1894年や1896年の選挙で人民党と協力した白人共和党員を含む）はこの絵で脅され、最終的にその投票する先を揺すぶられた。また黒人の投票自体を防ぐための条項も設けられた。
選挙の前夜、ワッデルは演説で次のように言ったといわれている。
民主党は地滑り的勝利を掴んだ。

## 100周年の委員会
ウィルミントンの多くの市民グループは、1990年代初期までに、この事件についての議論や認識を深めた。1995年、アフリカ系アメリカ人社会、ノースカロライナ大学ウィルミントン校の教員団および公民権活動家の間で非公式の対話が行われた。彼らは事件について人々に報せるため、事件を偲ぶ記念碑を建てることを望んだ。
1996年11月10日、ウィルミントンの町は1998年の100周年記念祭のための計画を立てるために地域社会から人々を招くプログラムを主催した。地元の州議会議員や市政委員会のメンバーなど200人以上の人々が集まった。不運なことにこのときまだ白人至上主義者の子孫が存命であり、1898年「クーデター」を記念する如何なる催しにも反対した。
1998年初期までに、ウィルミントンでは「黒人と白人のウィルミントン」という講演会を2回開催した。セントスティーブンスA.M.E教会であった2回目の講演会で、ジョージ・ラウントリー3世が出席するという噂が広まり、予想したよりも多くの聴衆が集まった。ラウントリーの祖父は1898年暴動に参加した民主党指導者の一人だった。
ノースカロライナ大学ウィルミントン校の人種問題に関する著名なアフリカ系アメリカ人歴史家ジョン・ヘイリーの講演に続いて、ラウントリーが発言のために立ち上がった。ラウントリーは人種の平等を支持することを伝えて、その話を始めた。つづいて祖父との関係に及び、「祖父の行動について謝罪を拒否し、祖父がその時代の産物であることを主張」した。ラウントリーは白人民主党指導者の他の子孫と共に、先祖がやったことに対して謝罪する必要性を感じていなかった。多くの者は彼等がその家族の行動に関わってはいなかったので、それと同じように感じた。
聴衆の多くはラウントリーと共にその信念や謝罪を拒むことについて議論を始めた。或る者は「彼はあの事件について何の責任も無いが、個人的にはそれから恩恵を受けた」と言った。或る者、ケネス・デイビスは、ラウントリーの祖父が「消し去った」当時のデイビスの祖父の業績について語った。デイビスは「ウィルミントンの黒人社会の過去は...ラウントリーが好んだ過去では無かった」とラウントリーに伝えた。
聴衆の間で多くの議論が行われ、「承認のつぶやき」を与える数多い人々に後押しされたケネス・デイビスが再度立ち上がり、ラウントリーがこの行事で発言してくれたことに感謝した。

## 歴史の分析
この事件に関する幾つかの歴史書が長年にわたって出版されてきた。アフリカ系アメリカ人歴史家のヘレン・エドマンズは1950年代の著作『融合政治の中での黒人』でその暴力に言及し、さらにレオン・プラサーの1980年代の著作『我々は市を乗っ取った』が続いた。100周年事業の間にはデイビッド・セセルシとティモシー・タイソンが『裏切られた民主主義』を編集し、ルレー・アムフリートは1898年のウィルミントン人種暴動委員会のために書いた作品を2006年に出版した。
2000年、ノースカロライナ州議会は、事件の歴史記録を作成し、地元や州内の黒人にこの暴動が与えた経済効果について評価する為にウィルミントン人種暴動委員会を設立した。この委員会は州議会議員トマス・E・ライトが共同議長に就いたが、ライトが2007年に選挙資金スキャンダルを起こし、委員会の提案した法案の見込みを損なったように見える。
2007年1月、ノースカロライナ州民主党は公式に、ウィルミントン暴動と白人至上主義運動の間に党の指導者によって行われたことを認めこの行動自体に否定的評価を下した。

## メディアの関与
当時の暴動者側の新聞は選挙を宣伝し、州内他の地域の人々にウィルミントンに来て来るべきクーデターに参加することを呼びかけることで暴動者に貢献したと言われている。「シャーロット・オブザーバー」紙の関与についても議論が続いてきた。